# Línia evolutiva de Nidoran ♂
Aquesta línia evolutiva de Pokémon inclou Nidoran ♂, Nidorino i Nidoking.

## Nidoran ♂
Nidoran♂ és una de les espècies que apareixen a la franquícia Pokémon, una sèrie de videojocs, anime, mangues, llibres, cartes col·leccionables i altres mitjans que va ser inventada per Satoshi Tajiri i ha generat milers de milions de dòlars en beneficis per a Nintendo i Game Freak. És de tipus verí i evoluciona a Nidorino.

### Característiques
Estira les orelles per sentir el perill. Com majors siguin les seves banyes, més fort és el seu verí.

## Nidorino
Nidorino és una de les espècies que apareixen a la franquícia Pokémon, una sèrie de videojocs, anime, mangues, llibres, cartes col·leccionables i altres mitjans que va ser inventada per Satoshi Tajiri i ha generat milers de milions de dòlars en beneficis per a Nintendo i Game Freak. És de tipus verí i evoluciona de Nidoran♂. Evoluciona a Nidoking.

## Nidoking
Nidoking és una de les espècies que apareixen a la franquícia Pokémon, una sèrie de videojocs, anime, mangues, llibres, cartes col·leccionables i altres mitjans que va ser inventada per Satoshi Tajiri i ha generat milers de milions de dòlars en beneficis per a Nintendo i Game Freak. És de tipus verí i terra. Evoluciona de Nidorino.